# 小川町立益南中学校
小川町立益南中学校（おがわちょうりつえきなんちゅうがっこう）は、熊本県下益城郡小川町（現・宇城市）にあった公立中学校。

## 沿革
- 1947年（昭和22年） - 学制改革により小川中学校、小野部田中学校、河江中学校、海東中学校開校
- 1949年（昭和24年） - 小川中学校、小野部田中学校、河江中学校の3校を統合し、小川町外2ヵ村中学校組合立益南中学校設置
- 1955年（昭和30年） - 小川町益南村学校組合益南中学校と改称
- 1958年（昭和33年） - 町村合併により小川町立益南中学校と改称
- 1970年（昭和45年） - 海東中学校と統合し、益南中学校西教室（旧・益南中）、益南中学校東教室（旧・海東中）と改称
- 1972年（昭和47年） - 益南中学校西教室、東教室を実質統合し、小川町立（現・宇城市立）小川中学校発足

## 跡地の利用
現在、跡地は宇城市立ふれあいスポーツセンターとなっておりJFAアカデミー熊本宇城が併設されている。

## 著名な卒業生
- 中島隆利 - 政治家・元衆議院議員、元八代市長
- 上村春樹 - 柔道選手・モントリオールオリンピック金メダリスト